# Convocazioni al campionato nordamericano femminile di pallavolo 2019
Elenco delle giocatrici convocate per il campionato nordamericano 2019.

## Canada
| N° | Nome                | Ruolo | Data di nascita  | Squadra          |
| -- | ------------------- | ----- | ---------------- | ---------------- |
| -  | Benjamin Josephson  | All   | -                | Trinity Western  |
| 1  | Jessica Niles       | L     | 14 luglio 1993   | ASKÖ Linz-Steg   |
| 3  | Kiera Van Ryk       | S     | 6 gennaio 1999   | British Columbia |
| 4  | Kyla Richey         | S     | 20 giugno 1989   | San Martín       |
| 5  | Danielle Smith      | P     | 29 aprile 1990   | Târgoviște       |
| 8  | Alicia Ogoms        | C     | 2 aprile 1994    | Kalisz           |
| 9  | Alexa Gray          | S     | 7 agosto 1994    | Casalmaggiore    |
| 12 | Jennifer Cross      | C     | 4 luglio 1992    | Marica           |
| 13 | Brie O'Reilly       | P     | 24 gennaio 1998  | Trinity Western  |
| 14 | Hilary Howe         | S     | 16 giugno 1998   | Trinity Western  |
| 16 | Shainah Joseph      | O     | 15 maggio 1995   | Top Speed        |
| 17 | Kristen Moncks      | L     | 31 luglio 1992   | Kuusamon         |
| 19 | Marie-Alex Bélanger | S     | 13 aprile 1993   | Chamalières      |
| 20 | Alicia Perrin       | C     | 1º giugno 1992   | San Martín       |
| 23 | Emily Maglio        | C     | 13 novembre 1996 | Hawaii           |

## Costa Rica
| N° | Nome                | Ruolo | Data di nascita  | Squadra       |
| -- | ------------------- | ----- | ---------------- | ------------- |
| -  | José Miguel Briceño | All   | -                |               |
| 1  | Lakysha Thompson    | C     | 28 maggio 2002   | San José      |
| 3  | Eugenia Ramírez     | P     | 16 aprile 1990   | San José      |
| 4  | Julissa Rodríguez   | C     | 13 febbraio 2000 | Santa Bárbara |
| 5  | Tamara Espinoza     | S     | 15 gennaio 2000  | Goicoechea    |
| 8  | María José Castro   | L     | 2 agosto 2001    | San Carlos    |
| 11 | Vittoria Mignucci   | C     | 12 dicembre 2003 | Curridabat    |
| 12 | Joselyn Hernández   | C     | 2 maggio 1999    | San José      |
| 16 | Mónica Castro       | S     | 5 gennaio 1996   | San José      |
| 18 | María Sofía Arroyo  | S     | 6 settembre 2001 | Cartago       |
| 19 | Valeria Madriz      | O     | 8 febbraio 2000  | Curridabat    |
| 21 | Beatriz Sáenz       | O     | 13 dicembre 2000 | UNED          |

## Cuba
| N° | Nome              | Ruolo | Data di nascita  | Squadra          |
| -- | ----------------- | ----- | ---------------- | ---------------- |
| -  | Tomás Fernández   | All   |                  | -                |
| 1  | Claudia Tarín     | S     | 26 gennaio 2003  | Las Tunas        |
| 2  | Dezirett Madán    | O     | 10 dicembre 2002 | Ciudad Habana    |
| 4  | Lianny Tamayo     | L     | 30 aprile 1999   | Las Tunas        |
| 6  | Ellemay Miranda   | L     | 7 maggio 2002    | Ciudad Habana    |
| 11 | Gretell Moreno    | P     | 30 gennaio 1998  | Granma           |
| 14 | Jessica Aguilera  | C     | 25 maggio 1999   | Ciudad Habana    |
| 15 | Amelia Morozo     | C     | 7 febbraio 2002  | Camagüey         |
| 18 | Melanies Arcia    | C     | 25 dicembre 2000 | Camagüey         |
| 20 | Greisy Finé       | O     | 21 luglio 1999   | Santiago de Cuba |
| 22 | Evilania Martínez | S     | 11 gennaio 2000  | Camagüey         |
| 24 | Thalía Moreno     | P     | 10 aprile 2002   | Villa Clara      |
| 25 | Ivy Vila          | S     | 22 luglio 2001   | Camagüey         |

## Messico
| N° | Nome               | Ruolo | Data di nascita  | Squadra              |
| -- | ------------------ | ----- | ---------------- | -------------------- |
| -  | Gabriela Alarcón   | All   |                  | -                    |
| 1  | Grecia Castro      | S     | 5 marzo 2001     | Baja California      |
| 2  | Samantha Bricio    | S     | 22 novembre 1994 | Fenerbahçe           |
| 4  | Fernanda Rodríguez | O     | 23 giugno 1997   | Nuevo León           |
| 5  | Andrea Rangel      | O     | 19 maggio 1993   | Changas de Naranjito |
| 6  | Alejandra Isiordia | S     | 17 aprile 1994   | Baja California      |
| 7  | Ivone Martínez     | P     | 2 marzo 1997     | Baja California      |
| 8  | Sirenia Gómez      | S     | 24 maggio 1999   | Nuevo León           |
| 12 | Joseline Landeros  | L     | 20 dicembre 2000 | Nuevo León           |
| 15 | Patricia Valle     | C     | 31 maggio 1996   | Baja California      |
| 17 | Karina Flores      | C     | 16 agosto 1998   | Tigrillas UANL       |
| 18 | Alondra Amaro      | C     | 9 giugno 1998    | Durango              |
| 24 | Argentina Ung      | P     | 2 marzo 1997     | Sonora               |

## Porto Rico
| N° | Nome              | Ruolo | Data di nascita   | Squadra               |
| -- | ----------------- | ----- | ----------------- | --------------------- |
| -  | José Mieles       | All   |                   | Indias de Mayagüez    |
| 2  | Shara Venegas     | L     | 18 settembre 1992 | Criollas de Caguas    |
| 4  | Raymariely Santos | P     | 13 aprile 1992    | ASPTT Mulhouse        |
| 7  | Stephanie Enright | S     | 15 dicembre 1990  | Türk Hava Yolları     |
| 9  | Áurea Cruz        | S     | 10 gennaio 1982   | Cuneo Granda          |
| 11 | Karina Ocasio     | S/O   | 1º agosto 1985    | Criollas de Caguas    |
| 12 | Neira Ortiz       | C     | 6 luglio 1993     | Polluelas de Aibonito |
| 13 | Shirley Ferrer    | O     | 23 giugno 1991    | Vandœuvre Nancy       |
| 14 | Natalia Valentín  | P     | 12 settembre 1989 | Llaneras de Toa Baja  |
| 17 | Paulina Prieto    | O     | 25 gennaio 1994   | Valencianas de Juncos |
| 19 | Ana Sofía Jusino  | C     | 5 gennaio 1994    | Criollas de Caguas    |
| 21 | Pilar Victoriá    | S     | 11 ottobre 1995   | Criollas de Caguas    |
| 23 | Nomaris Vélez     | L     | 11 giugno 1993    | Indias de Mayagüez    |

## Rep. Dominicana
| N° | Nome                | Ruolo | Data di nascita   | Squadra           |
| -- | ------------------- | ----- | ----------------- | ----------------- |
| -  | Marcos Kwiek        | All   | 18 luglio 1967    |                   |
| 1  | Annerys Vargas      | C     | 7 agosto 1981     | Caribeñas         |
| 2  | Yaneirys Rodríguez  | L     | 26 giugno 2000    | Mirador           |
| 3  | Lisvel Eve          | C     | 10 settembre 1991 | Deportivo Géminis |
| 6  | Camil Domínguez     | P     | 7 dicembre 1991   | Caribeñas         |
| 7  | Niverka Marte       | P     | 19 ottobre 1990   | Deportivo Géminis |
| 8  | Cándida Arias       | C     | 11 marzo 1992     | Caribeñas         |
| 14 | Prisilla Rivera     | S     | 29 dicembre 1984  | Guerreras         |
| 16 | Yonkaira Peña       | S     | 10 maggio 1993    | Rio de Janeiro    |
| 17 | Gina Mambrú         | O     | 21 gennaio 1986   | Cristo Rey        |
| 18 | Bethania de la Cruz | S     | 13 maggio 1987    | Jakarta Pertamina |
| 20 | Brayelin Martínez   | S     | 11 settembre 1996 | Aydın BB          |
| 21 | Jineiry Martínez    | C     | 3 dicembre 1997   | Aydın BB          |
| 23 | Gaila González      | O     | 25 giugno 1997    | Aydın BB          |
| 25 | Larysmer Martínez   | L     | 18 ottobre 1996   | Guerreras         |

## Stati Uniti
| N° | Nome                 | Ruolo | Data di nascita   | Squadra           |
| -- | -------------------- | ----- | ----------------- | ----------------- |
| -  | Karch Kiraly         | All   | 3 novembre 1960   | -                 |
| 2  | Jordyn Poulter       | P     | 31 luglio 1997    | Chieri '76        |
| 4  | Justine Wong-Orantes | L     | 6 ottobre 1995    | -                 |
| 6  | TeTori Dixon         | C     | 4 agosto 1992     | Beijing           |
| 7  | Lauren Carlini       | P     | 28 febbraio 1995  | AGIL              |
| 10 | Jordan Larson        | S     | 16 ottobre 1986   | Eczacıbaşı        |
| 11 | Andrea Drews         | O     | 25 dicembre 1993  | Beylikdüzü Vİ     |
| 14 | Michelle Bartsch     | S     | 12 febbraio 1990  | AGIL              |
| 15 | Kimberly Hill        | S     | 30 novembre 1989  | Imoco             |
| 17 | Megan Courtney       | L     | 27 ottobre 1993   | Bergamo           |
| 19 | Hannah Tapp          | C     | 21 giugno 1995    | Bergamo           |
| 22 | Haleigh Washington   | C     | 22 settembre 1995 | Millenium Brescia |
| 23 | Kelsey Robinson      | S     | 25 giugno 1992    | VakıfBank         |
| 24 | Chiaka Ogbogu        | C     | 15 aprile 1995    | Chemik Police     |
| 25 | Karsta Lowe          | O     | 2 febbraio 1993   | Imoco             |

## Trinidad e Tobago
| N° | Nome                  | Ruolo | Data di nascita   | Squadra         |
| -- | --------------------- | ----- | ----------------- | --------------- |
| -  | Sean Morrison         | All   | 4 ottobre 1983    | -               |
| 7  | Kiune Fletcher        | S     | 14 maggio 2002    | West Side Stars |
| 9  | Cheyenne Chin Choy    | S     | 5 maggio 1999     | West Side Stars |
| 14 | Samara Peters-Charles | S     | 18 maggio 2004    | Glamorgan       |
| 15 | Shanice Cottoy        | O     | 15 ottobre 2004   | Glamorgan       |
| 17 | La-Teisha Joseph      | C     | 11 maggio 1992    | West Side Stars |
| 18 | Jordana Simon         | P     | 11 settembre 2002 | Glamorgan       |
| 19 | Johanna Belmar        | P     | 23 settembre 1998 | Glamorgan       |
| 20 | Shernice De Four      | S     | 16 luglio 1994    | UTT             |
| 21 | Afiya Alexander       | C     | 15 aprile 2001    | UTT             |
| 22 | Courtnee-Mae Clifford | L     | 6 luglio 1990     | UTT             |
| 24 | Zaria Awai Allen      | C     | 5 dicembre 2005   | La Cura         |
| 25 | Danielle Noel         | S     | 8 dicembre 1998   | UTT             |